# Lucia Filippini
Lucia Filippini (Tarquinia, 13 gennaio 1672 – Montefiascone, 25 marzo 1732) è stata una religiosa italiana, fondatrice della congregazione delle Maestre Pie. Discepola del cardinale Marcantonio Barbarigo e collaboratrice di Rosa Venerini, fondò numerose scuole pie per fanciulle povere a Montefiascone, Bagnoregio, Tarquinia e molte altre, soprattutto nel Lazio e successivamente nell'intero Stato della Chiesa.
È stata proclamata santa da papa Pio XI nel 1930.

## Biografia
Lucia Filippini nacque da famiglia di origini aristocratiche, la madre era la nobile Maddalena Picchi Falzacappa.
Incontrò per la prima volta Rosa Venerini nel 1692: le Maestre erano state trasferite provvisoriamente nel conservatorio di Santa Chiara a Montefiascone, poiché il cardinal Barbarigo doveva decidere dove poter aprire la nuova scuola. Rosa raccontò di aver visto, nel refettorio, una ragazza giovane e snella, solerte e caritatevole nel servire gli altri; Lucia rimase a sua volta colpita da quella donna rigida e seria, con un lungo abito scuro.
Lucia entrò nelle grazie di Rosa e così nel 1707 papa Clemente XI la invitò a fondare uno dei suoi istituti anche a Roma, dove diede origine ad una nuova congregazione di Maestre Pie, autonoma da quella della Venerini (vedi Maestre Pie Filippini). Lucia rimarrà per il resto della sua vita a dirigere le Scuole di Roma come Superiora della sua Congregazione, autorizzata inizialmente dalla Venerini.
La Filippini morì a 60 anni di tumore al seno il 25 marzo 1732, quattro anni dopo Rosa Venerini, che l'aveva sostenuta e accudita durante i periodi di malattia e durante i periodi difficili, come una Madre spirituale.

## Culto
Fu dichiarata beata da papa Pio XI nel 1926 e canonizzata dal medesimo il 22 giugno 1930.
La sua memoria liturgica ricorre il 25 marzo. Dal Martirologio Romano: "Presso Montefiascone nel Lazio, santa Lucia Filippini, fondatrice dell'Istituto delle Maestre Pie per la promozione dell'istruzione cristiana delle ragazze e delle donne, specialmente quelle povere".
A lei sono state intitolate vie a Montefiascone, Tarquinia, Anzio, Frascati, Nettuno, Roma, Castel Gandolfo e Napoli.